# Stare Zabrze
Stare Zabrze (niem. Alt-Zabrze) – dawna wieś, od 1905 część Zabrza.
Do 1873 gmina jednostkowa w powiecie bytomskim, od 1873 w powiecie zabrskim.
1 kwietnia 1905 gminę Stare Zabrze zniesiono, łącząc ją z gminami Małe Zabrze (Klein-Zabrze) i Dorota (Dorotheendorf) oraz obszarami dworskimi Zaborze i Zabrze w nową gminę Zabrze (Zabrze). Nazwę gminy Zabrze zmieniono 21 lutego 1915 na Hindenburg O.S., a 1 października 1922 gminie nadano prawa miejskie. Obszar Starego Zabrza utworzył dzielnicę Hindenburg-Nord (Zabrze-Północ). 
1 stycznia 1927, w związku ze zniesieniem powiatu zabrskiego, Zabrzu nadano status powiatu grodzkiego.